# Impatiens taronensis
Impatiens taronensis är en balsaminväxtart som beskrevs av Hand.-mazz. Impatiens taronensis ingår i släktet balsaminer, och familjen balsaminväxter. Inga underarter finns listade i Catalogue of Life.